# Качани, Ладислав
Лади́слав Кача́ни (чеш. Ladislav Kačáni; 1 апреля 1931[…], Лученец, Банска-Бистрицкий край — 5 февраля 2018, Братислава) — чехословацкий футболист и футбольный тренер, играл на позиции нападающего.

## Биография

### Клубная карьера
Качани начал карьеру в братиславской «Славии», за которую отыграл один сезон.
В 1953 году присоединился к братиславской «Црвене Гвезде», за которую отыграл 12 сезонов и выиграл чемпионат Чехословакии в 1959 году. В этом же клубе, Качани завершил игровую карьеру в 1965 году, в возрасте 34 лет.

### Карьера в сборной
В составе сборной Чехословакии играл на чемпионате мира 1954 года, на котором сыграл два матча на групповом этапе. Всего за сборную Чехословакии сыграл 20 матчей и забил 3 мяча.

### Тренерская карьера
Работал главным тренером братиславского «Интера» (1967—1970), сборной Чехословакии (1971—1972) и «Локомотива» (1972—1974).

### Смерть
Скончался 5 февраля 2018 года в Братиславе, в возрасте 86 лет.

## Достижения
Интер (Братислава)
- Чемпион Чехословакии (1): 1958/59